# 平川唯一
平川 唯一（ひらかわ ただいち、1902年2月13日 - 1993年8月25日）は、日本放送協会（NHK）アナウンサー・ラジオ英語会話講師を務めた人物。通称「カムカムおじさん」。
ラジオ番組『英語会話』講師を1946年から1951年まで務め人気を博す（番組は『カムカム英語』という別名で知られる）。岡山県上房郡津川村（現・高梁市）出身。次男の洌も英会話講師であるほか、ウクレレ奏者でもあり、その第一人者である。

## 経歴
1902年、岡山県上房郡津川村（現・高梁市）の農家の次男に生まれた。1916年に津川尋常高等小学校高等科2年を修了し農作業の手伝いをしていたが、1918年の16歳のときABCも知らないで、数年前からアメリカに出稼ぎに行っていた父を追って兄と渡米し、ポートランドで半年ほど線路工夫などに従事し、その後シアトルに移って古屋政次郎が経営する商店の店員として半年間勤務する。
1919年、17歳のとき英語を勉強するため高級住宅街の米人家庭にスクールボーイ（書生）として住み込み、スーウェド小学校に入学、ここを飛び級で進級して3年で卒業、ブロードウェイ・ハイスクール（現シアトル・セントラル・カレッジSeattle Central College）を4年で終えてワシントン大学に入学し、専攻を物理学から演劇に転じて、1931年には演劇科を首席で卒業して文学士となった。平川はこのような12年余の苦学生活について、子供時代に農家で苦労した身には、昼間は学校に行かせてもらい、帰ってから部屋の掃除をし、夜は夕食の片付けを済ませたら自由に勉強ができる生活は、「苦学というより楽学でした」と語っている。
大学卒業後はロサンジェルスのセントメリーズ・チャーチ（米国聖公会St. Mary’s Episcopal Church）の副牧師になって日米文化の伝達に努め、この教会で出逢った東京神田出身の滝田よねと1935年に結婚した。この頃、俳優としてJoe Hirakawaの名で『マダム・バタフライ』、『ダイヤモンド島の謎』等ハリウッド映画やパサディナ劇場 (Pasadena Playhouse) にも出演。
1936年に帰国。日本放送協会の英語放送アナウンサーに応募し、国際放送のチーフアナウンサーとして1945年の9月末に退職するまで8年間勤務した。太平洋戦争時には、米州部放送班長としてアメリカ兵に対する厭戦工作に携わった。また、終戦時には放送された玉音放送（終戦の詔勅）を英訳し、国外に向け国際放送でこれを朗読した。
1946年2月1日から1951年2月9日まで5年間、平川はNHKラジオ第一放送で午後6時から15分間の『英語会話』を担当した。童謡「証城寺の狸囃子
」の曲に載せて番組のテーマ曲“Come, Come, Everybody”を作詞し、このテーマ曲は国民的愛唱歌になった。平川は平均的な日本人家族の日常会話を題材とした。演劇人平川が連日深夜までかかって準備した毎週の寸劇は、当時の日本人の心情を伝える「家族の情景」になっていて、平川はこれを「英語遊び」として教えた。通常、語学講座は大学教員が兼務で担当するが、平川にとってはこの放送が本業であった。平川に届けられたファンレターは総計50万通に及び、日本の英語ブームの元祖火付け役となった。

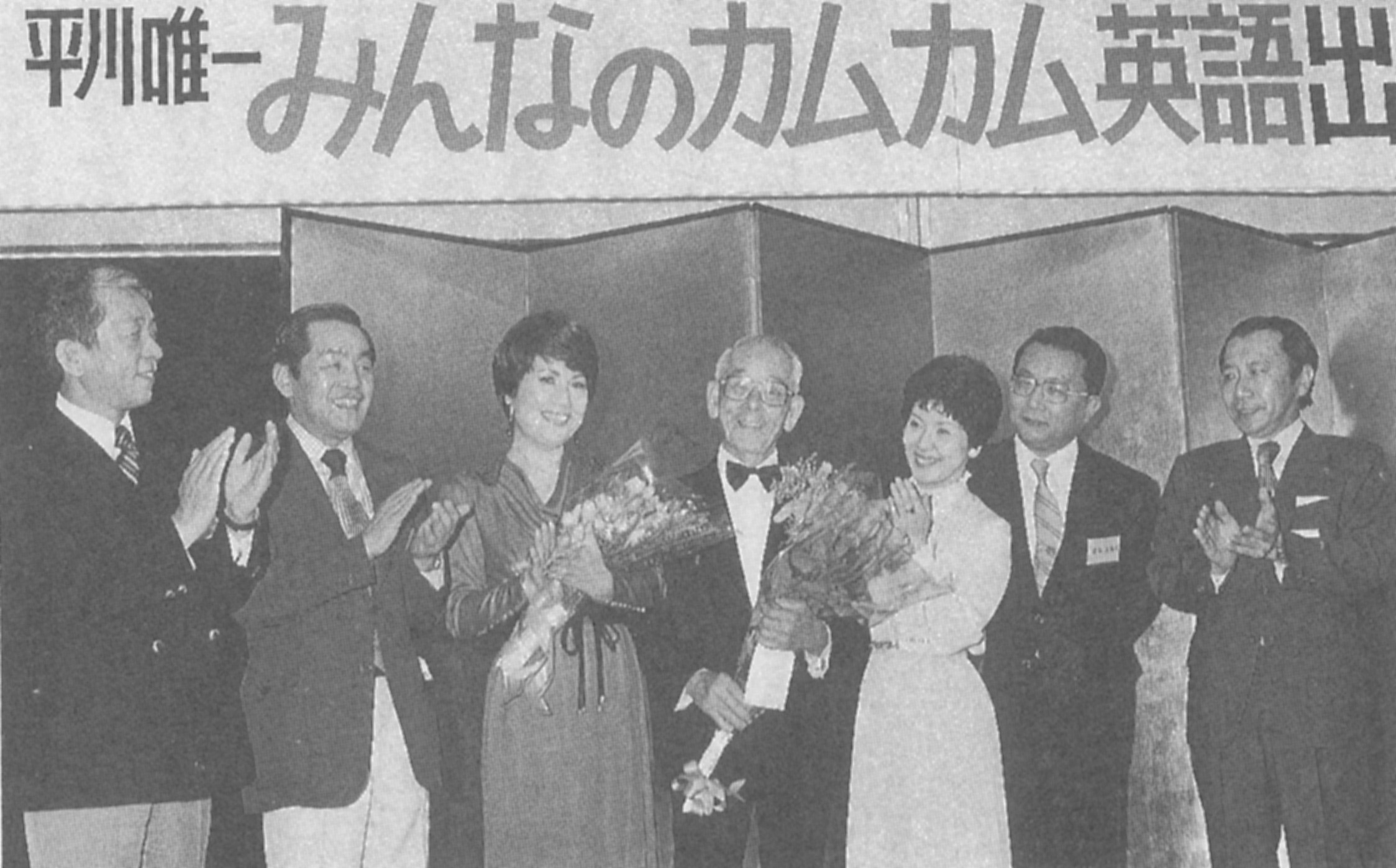
1981年4月『みんなのカムカム英語』出版記念パーティーにて、蝶ネクタイで花束を持つ、また隣りで同じく花束を持っているのはペギー葉山。

NHKの『英語会話』講師退任後、平川は俳優として日米合作映画『運命』にも出演しているが、1951年12月25日からラジオ東京（現TBSラジオ）及び文化放送で1955年7月まで『カムカム英語』のタイトルで英語会話講座を続け、その後は世田谷の自宅でカムカムクラブを開いておしゃべり英語の普及に努めた。
1957年末に太平洋テレビに迎えられ、翻訳部長を経て副社長となり、1976年には春の叙勲で勲五等双光旭日章を受章した。79歳のとき、ラジオテキストから20話を選び、英文の読みをフリガナで示すことに一層の工夫を加えた『みんなのカムカム英語』(1981) を、新たに吹き込んだテープ付きで出版して健在ぶりを示し、5年後には全54冊のラジオテキストを収めた復刻版(1986) を出版して、ライフワークを後世に残した。1992年には大学英語教育学会(JACET)（小池生夫会長）から特別功労賞を贈られ、翌年肺炎のため91歳で死去した。

## 人物
平川は港区麻布の東京ローンテニスクラブ会員で、1952年英国製小型車モーリス・マイナーを運転してテニスに行くのが趣味であった。シート張り替えから塗装まで自ら手がけ、85歳まで35年間乗ったこの車は、没後、河口湖自動車博物館の収蔵品になっている。
平川は英語教育には素人ながら、音声学と演劇の訓練とアナウンサーとしての経験を活かして英語の普及に抜群の功績を上げた。平川が自分の体験から考え出した教え方は、日本人家族の日常会話を題材とした「赤ちゃん口まね方式」である。人間はまず家族のことばを聴いて話せるようになるのだから、単語の発音やスペリングより前に、文字から入る文法方式の学校英語や受験英語とは異なる家族英語を話せるようになるべきだと考えた。「英文を楽しく口まねすればだれでも英語が話せるようになるんですよ」が平川の口ぐせであった。これは「まずは話せるようになろう」という音声方式であり、なおかつ母語方式である。英会話から英語テキストを作る姿勢そのものは、「NHKラジオ英会話 英文法パーフェクト講義」「一億人の英文法」「真・英文法大全」がそのまま踏襲している。
また、平川は生きた英会話の読みを日本語のカタカナで表す音標文字の考案者としても記憶される。即ち、ラジオテキストは最初から読みガナ付きであり, 30数年後には「会話発音用の音標文字を新たに考案」した。平川の信頼を得てカムカム英語の復活に協力した福田昇八（熊本大学教授）は、平川の著書の解説で、平川英語を「家族英語」と位置づけて評価し、教本を編集して普及を図り、月刊誌の平川追悼文に「日本の英語教育を改善するには、学校英語を口まね方式に転換する必要がある」と書いている。平川の訃報に接し、ソニー会長の盛田昭夫は遺族に「今や世界の経済大国となった日本の浮上の原動力となったのがカムカム英語だと信じています」という言葉を寄せている。

## 翻訳
- バートン・クレーン『この地獄も愛すればこそ』メトロ出版社 1948

## 著書
- 『生きた英会話 第1巻』カムカムセンター、1958年3月25日。NDLJP:2485729。 (英語会話テキストから40週分を選んだ私家本)
- 『みんなのカムカム英語』毎日新聞社、1981年4月。 (英語会話テキスト20週分 + 福田昇八編「応用篇」と「カムカム英語の特色」。カセットテープ60分２巻に本文を平川の声で収録)
- 『カムカム英語』名著普及会、1986年2月。(平川唯一講師・NHKラジオテキスト英語会話復刻版、別冊1・複製テキスト2・カセットテープ1付)[26]

## 関連文献
- 平川洌 『カムカムエヴリバディ：平川唯一と「カムカム英語」の時代』NHK出版 1995
- 平川唯一 『みんなのカムカム英語』　毎日新聞社 1981
- NHK編 『わたしの自叙伝(1)』 NHKサービスセンター 1979
- 『カムカム英語 NHKラジオテキスト英語会話復刻版 別冊』　名著普及会 1986
- 福田昇八編／トム・リード校閲『平川唯一のファミリー・イングリッシュ』 南雲堂 1997
- 平川洌 『「カムカムエヴリバディ」の平川唯一 戦後日本をラジオ英語で明るくした人』PHP文庫 2021

## 演じた俳優
- さだまさし - NHK連続テレビ小説『カムカムエヴリバディ』[27]